# Abdel Wael Zwaiter
Abdel Wael Zwaiter (arabisch وائل زعيتر, DMG Wāʾil Zuʿaytar; * 1934 in Nablus; † 16. Oktober 1972 in Rom) war ein palästinensischer Übersetzer. Zwaiters mutmaßliche Liquidation war das erste Ergebnis der „Operation Zorn Gottes“ nach dem Münchner Olympia-Attentat des Jahres 1972. Zwaiter gilt heute mit hoher Gewissheit als unschuldig.

## Biografie
Abdel Wael Zwaiter wurde in den 1930er Jahren in Nablus als Sohn von Adel Zwaiter geboren. Im Irak studierte er arabische Literatur und Philosophie an der Universität Bagdad. Danach ging Zwaiter nach Rom und fungierte dort als offizieller Repräsentant der PLO. Er arbeitete außerdem als Übersetzer für die libysche Botschaft. Zusätzlich zu seiner arabischen Muttersprache sprach Zwaiter französisch, italienisch und englisch. Während seiner Zeit in Italien begann Zwaiter damit Tausendundeine Nacht vom Arabischen ins Italienische zu übersetzen, konnte dies aber laut Emily Jacir nicht zu Ende bringen. 
Der Mossad verdächtigte ihn, ein Mitglied der Terrororganisation Schwarzer September zu sein und setzte ihn auf eine Liste Gezielter Tötungen der von Golda Meir beauftragten „Operation Zorn Gottes“. Die Italienische Polizei vernahm ihn bezüglich eines Bombenanschlags des Schwarzen Septembers auf eine Ölraffinerie, ließ ihn danach aber wieder frei.
Als er in der Nacht des 16. Oktober 1972 nach Hause zurückkam, wurde er von zwei Unbekannten mit 11 Schüssen ermordet. Der Fall wurde nie eindeutig aufgeklärt. Die israelische Regierung bestreitet jede Beteiligung.
Abu Iyad, der stellvertretende Leiter der PLO, sagte, dass Zwaiter sich eindeutig gegen den Terrorismus ausgesprochen habe.

## Filmische Rezeption
Abdel Wael Zwaiter wird in dem Fernsehfilm Gesetz des Terrors (Originaltitel: Sword of Gideon) von dem Schauspieler Hrant Alianak und in dem Film München von Makram Khoury dargestellt; beide Filme basieren auf dem fiktiven Roman Die Rache ist unser – Ein israelisches Geheimkommando im Einsatz (Originaltitel: Vengeance. The True Story of an Israeli Counter-Terrorist Team) von George Jonas.